# Polnisch-Katholische Kirche in Kanada

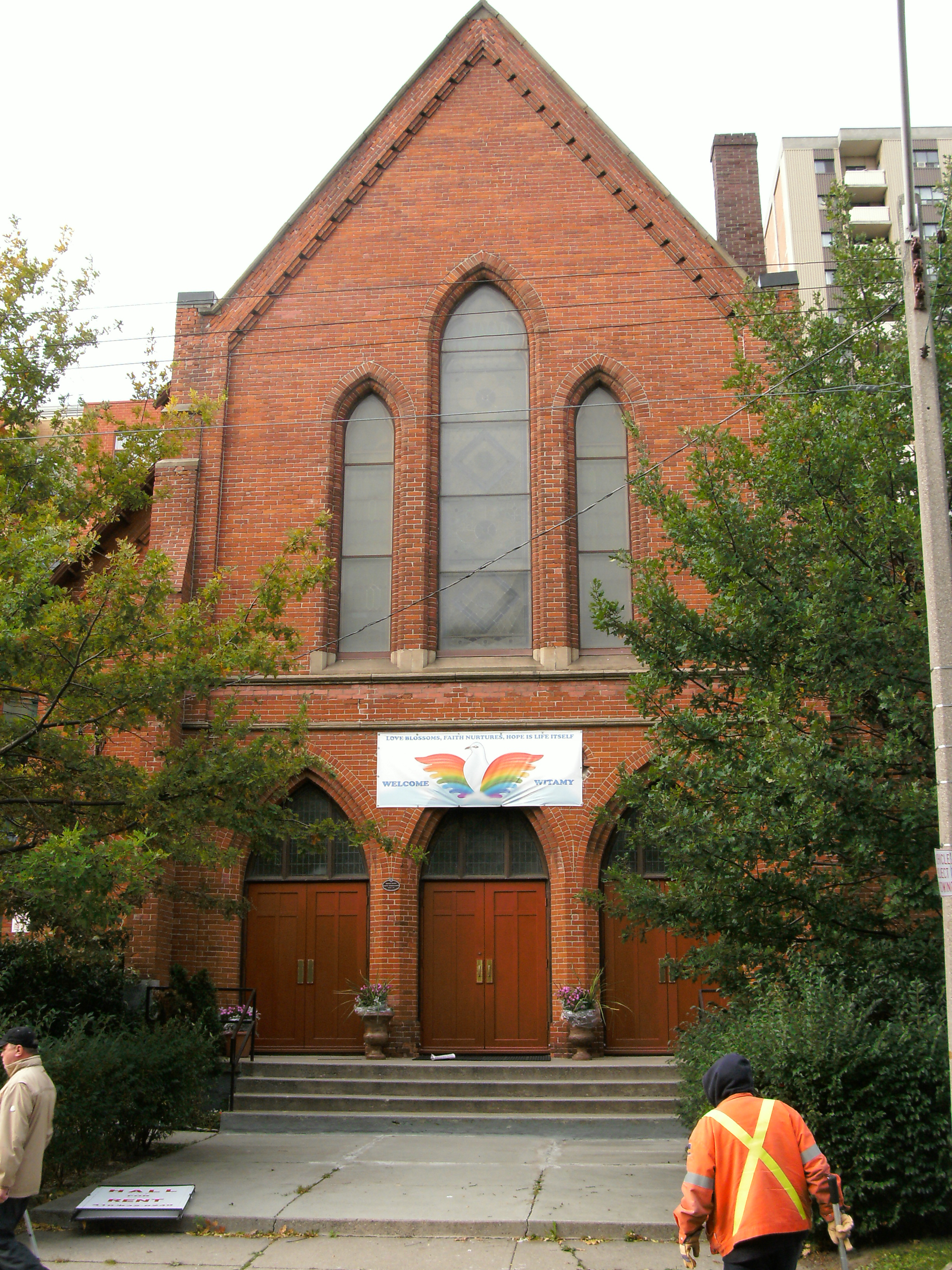
St. John’s Cathedral Toronto

Die Polnisch-Katholische Kirche in Kanada war eine unselbstständige Mitgliedskirche der Utrechter Union der Altkatholischen Kirchen.
Im Jahr 2003 trennte sich die Polish National Catholic Church in den USA und Kanada (PNCC) von der Utrechter Union. Die Mehrzahl der Gemeindemitglieder der St. John’s Cathedral in Toronto entschloss sich jedoch, die Gemeinschaft mit der Utrechter Union wiederherzustellen. Sie unterstand von 2005 bis 2009 dem Erzbischof von Utrecht, wurde aber vom Bischof der anglikanischen Diözese von Toronto betreut, da beide Kirchen miteinander in voller Kirchengemeinschaft stehen.
Die Auseinandersetzungen über die Besitz- und Nutzungsrechte an der Kathedralkirche, die weiterhin von der PNCC beansprucht werden, ist am Ontario Superior Court of Justice gerichtsanhängig.
2009 hat sich die Kirche der PNCC wieder angeschlossen.